# 辻井タカヒロ
辻井 タカヒロ（つじい たかひろ、1967年2月19日 - ）は、日本の漫画家、イラストレーター。京都府京都市出身、在住。

## プロフィール
京都府立山城高等学校卒業後、京都市立芸術大学美術学部油画専攻卒業。大学時代の一時期はダムタイプに所属し、印刷物のデザインなどに参加していた。卒業後はアルバイトのかたわら、油絵や紙版画の作品を製作。数回の個展を経た後、1991年にふろく付きミニコミ「ジョーデキジャーナル」を発行。それがきっかけとなり、1992年より、関西におけるフリーペーパーの雄であった『花形文化通信』に「ヘドロ辻井」のペンネームで本格的に漫画およびイラストの寄稿を始める。

## 漫画家としての活動
1992年から1997年にかけて、『花形文化通信』に「別冊花文」という付録の体裁をとった漫画を連載。その後は『月刊ミーツ・リージョナル』『明和電機月報』『アックス』『an』等で4コマ漫画を連載していた。また、2007年より、病院で配布されるカタログ雑誌『ほすピタ!』で「ベッドタイミング山井くん」という漫画を連載していたが、雑誌の休刊により、現在は中断している。また、過去には『頓知』（廃刊）や『彷書月刊』にも漫画を寄稿していた。2013年5月現在、『月刊CDジャーナル』に「書をステディ町へレディゴー」（安田謙一との共著、旧題は『ロックンロールストーブリーグ』。2010年8月号より改名）および京阪神Lマガジン社の「エルマガbooks」内で「辻井さん-もうどうしていいのかわからないワタシ-」を連載するなど、さまざまな媒体に寄稿している。2013年4月には上記連載が「焦る！辻井さん-もうどうしていいのかわからない日々-」として京阪神エルマガジン社より出版された。

## その他の活動

### イラストレーターとして
現在『月刊ミーツ・リージョナル』や『JTBるるぶ』『ベネッセ中学講座』等の様々な雑誌、ムック、Web媒体、広告媒体などにイラストを執筆している。また、過去には『an』『デューダ』『サリダ』『ホットドッグ・プレス』『SUPPIN』『SPA!』『別冊宝島』『キョースマ』『Lマガジン』『京都CF』『CREA』『ダ・ヴィンチ』『anan』『週刊文春BUSINESS』『じゃらん』『週刊CHINTAI』『CDデータ』『日経エンタテイメント!』『英語でしゃべらナイト』等にも寄稿。

### 関わった単行本
- 「朝日ワンテーママガジン 大阪パノラミン」（1994年9月、朝日新聞社）（表紙画、挿画）
- 「路地」三木卓（1997年5月、講談社）（表紙画、紙版画）
- 「笑う鉄道」中川家礼二責任編集（2008年5月、ヨシモトブックス）（漫画）

## 連載
- 月刊CDジャーナル「書をステディ町へレディゴー」（安田謙一との共著、旧題は『ロックンロールストーブリーグ』（音楽出版社）
- 月刊ミーツ・リージョナル「クウノム」（挿画、京阪神エルマガジン社）
- 週刊しんぶん京都民報「労働相談」（挿画、京都民報社）
- Webマガジン　Lmaga.jp「辻井さん」（京阪神エルマガジン社）
- Webマガジン 「辻井さん。問題は今日も先送り」（SONY "My VAIO"サイト内連載）

## 著書および主な作品
- 「ピントがボケる音」（2003年10月、国書刊行会）（安田謙一著、挿画担当）
- 「ロックンロールストーブリーグ〜ステレオ！　〜これがロック漫筆　VOL．1〜」（安田謙一との共著、2010年4月、音楽出版社）
- 「焦る！辻井さん-もうどうしていいのかわからない日々-」（2013年4月、京阪神エルマガジン社）
- 『京都ケチケチ買い物案内』（2018年7月 誠光社）
- 『書をステディー町へレディゴー』（安田謙一との共著）（2019年11月 誠光社）